# Dinamo Bukareszt (rugby)
Dinamo Bukareszt – rumuński zespół rugby z siedzibą w Bukareszcie. Drużyna powstała w 1948 i jest jednym z najbardziej utytułowanych klubów rugby w Rumunii. Rumuńskie kluby rugby nie uczestniczą w europejskich rozgrywkach z powodu różnicy pomiędzy nimi a czołowymi drużynami w Europie.

## Sukcesy
- Mistrzostwo Rumunii:  1951, 1952, 1956, 1965, 1969, 1982, 1991, 1994, 1996, 1998, 2000-2002, 2004, 2007, 2008